# Dana Strum
Dana Strum (ur. 13 grudnia 1958 w Waszyngtonie), amerykański basista.
Gra w zespole Slaughter. Razem z wokalistą tego zespołu Markiem Slaughterem grał w Vinnie Vincent Invasion. Aktualnie mieszka w Los Angeles.